# Municipio de Ogemaw
El municipio de Ogemaw (en inglés: Ogemaw Township) es un municipio ubicado en el condado de Ogemaw en el estado estadounidense de Míchigan. En el año 2010 tenía una población de 1223 habitantes y una densidad poblacional de 12,97 personas por km².

## Geografía
El municipio de Ogemaw se encuentra ubicado en las coordenadas 44°17′19″N 84°18′47″O / 44.28861, -84.31306. Según la Oficina del Censo de los Estados Unidos, el municipio tiene una superficie total de 94.27 km², de la cual 94,02 km² corresponden a tierra firme y (0,26 %) 0,25 km² es agua.

## Demografía
Según el censo de 2010, había 1223 personas residiendo en el municipio de Ogemaw. La densidad de población era de 12,97 hab./km². De los 1223 habitantes, el municipio de Ogemaw estaba compuesto por el 97,63 % blancos, el 0,16 % eran afroamericanos, el 0,33 % eran amerindios, el 0,74 % eran asiáticos, el 0,25 % eran de otras razas y el 0,9 % eran de una mezcla de razas. Del total de la población el 0,82 % eran hispanos o latinos de cualquier raza.